# Бенде (Нігерія)
Бенде (англ. Bende) — одна із 17 територій місцевого управління штату Абія, Нігерія.
| Нігерія | Це незавершена стаття з географії Нігерії. Ви можете допомогти проєкту, виправивши або дописавши її. |

1. ↑  GEOnet Names Server — 2018.